# Cordon sanitaire (internationale betrekkingen)
In de internationale politiek wordt soms een handelsembargo als cordon sanitaire uitgevaardigd. Diplomatieke contacten en internationale handel worden dan tot een strikt minimum teruggeschroefd. Een voorbeeld was het Irak van Saddam Hoessein na de aanval op Koeweit.

## Geschiedenis
Het baanbrekende gebruik van cordon sanitaire als metafoor voor ideologische inperking verwees naar 'het systeem van allianties dat door Frankrijk in het interbellum in Europa werd ingesteld en dat zich uitstrekte van Finland tot de Balkan ' en dat ' Duitsland volledig omsloot en Rusland afsloot van West-Europa, waardoor de twee politiek 'zieke' naties van Europa werden geïsoleerd.' 
De Franse premier Georges Clemenceau wordt gezien als de bedenker van het begrip. In maart 1919 riep hij de pas onafhankelijke grensstaten die na de Eerste Wereldoorlog in Oost-Europa waren ontstaan, op om een defensieve unie te vormen. Een dergelijk systeem zou de Sovjet-Unie isoleren van West-Europa en zo de verspreiding van het communisme inperken. Tegelijkertijd zou het de druk opvoeren aan de de oostgrens van Duitsland, waardoor de Franse veiligheid gewaarborgd zou blijven. Hij noemde zo'n alliantie een cordon sanitaire. Frankrijk bracht dit beleid vervolgens in de praktijk door in 1921 een alliantie met Polen te sluiten, gevolgd door allianties met elk lid van de door Frankrijk gesteunde Kleine Entente (Tsjecho-Slowakije, Joegoslavië en Roemenië) vanaf 1924. De alliantie werd verder versterkt door bilaterale verdragen tussen Oost-Europese staten, zoals de Pools-Roemeense alliantie . Dit is waarschijnlijk nog steeds het bekendste gebruik van de uitdrukking, hoewel deze soms algemener wordt gebruikt om een reeks bufferstaten te beschrijven die een barrière vormen tegen een grotere, ideologisch vijandige staat. 

## Koude Oorlog
In de Koude Oorlog hanteerden beide partijen (Westen: de kapitalistisch-democraten, het Oostblok: het communisme) een cordon sanitaire-strategie.
De Sovjet-Unie gold als de grote overwinnaar van de Tweede Wereldoorlog, maar had immense verliezen geleden. De Tweede Wereldoorlog had immense schade aan de industrie en infrastructuur in het westelijk deel van het land toegebracht, en het hoge dodental had een enorme demografische drainage veroorzaakt. Dit kwam boven op de al bestaande demografische schade die de Eerste Wereldoorlog en de Russische Burgeroorlog hadden veroorzaakt. Het Sovjet-leiderschap en met name Stalin wilden in geen geval een nieuwe grote oorlog die op Sovjet-grondgebied zou worden uitgevochten. Sterker nog, met de toenemende geopolitieke spanningen van de Koude Oorlog bestond de angst dat de (economisch en demografisch veel sterkere) Verenigde Staten en hun bondgenoten deze zwakte weleens zouden kunnen uitbuiten om de Sovjet-Unie militair uit te schakelen nu het nog kon, met name in de tijdsspanne 1945-1949 toen de Sovjet-Unie nog geen kernmacht was en de V.S. wel.
In een aantal aangrenzende staten werden daarom bevriende regimes geïnstalleerd: na het reeds communistische Mongolië, Joegoslavië en Albanië werden ook Bulgarije, Roemenië, Polen, Hongarije, Tsjecho-Slowakije en Oost-Duitsland communistisch. In het oosten en zuidoosten ging het om China, Noord-Vietnam en Noord-Korea, later ook om Laos, Cambodja en het herenigde Vietnam. Aan de zuidflank zou uiteindelijk Afghanistan worden bezet. Zo trok de Sovjet-Unie een veiligheidsgordel of cordon sanitaire op. Het was Stalin hierbij nadrukkelijk niet te doen om het verspreiden van de wereldrevolutie: deze theorie was al in de jaren 20 feitelijk losgelaten en Stalin had voornamelijk de belangen van de Sovjet-Unie op het oog.
De NAVO-landen zagen deze expansie echter niet als defensief, maar als offensief. In een aantal gevallen werden de communisten met harde hand en steun van de Sovjettroepen aan de macht gebracht, ook in landen waar de communisten relatief weinig steun genoten, zoals Polen. Anderzijds bestonden in niet-communistische landen die niet door de Sovjet-Unie bezet waren grote communistische bewegingen, die soms ook gewapenderhand de macht probeerden af te dwingen (zoals in Griekenland). De NAVO-landen legden wel de link met de wereldrevolutie en er bestond een wezenlijke angst dat het communisme zich over de wereld zou verspreiden en volgens de Dominotheorie alle oude regimes zou omverwerpen. De NAVO ging dus over tot een politiek van containment jegens het communistische blok. Aan staten werd hulp toegezegd, met name als deze aan communistische staten grensden (Turkije, Zuid-Vietnam, Thailand, Zuid-Korea, de Bondsrepubliek Duitsland, Iran) of door communisme bedreigd werden (Griekenland en West-Europa vlak na de Tweede Wereldoorlog). Een netwerk van verdragen zorgde voor een verdedigingsgordel om de Sovjet-Unie: Canada in het noorden, Alaska, Japan en Taiwan in het oosten, de ZOAVO-landen in het zuidoosten, het Pact van Bagdad in het zuiden, en de NAVO in het westen.